# Eleonora Vandi
Eleonora Vandi (* 15. März 1996 in Pesaro) ist eine italienische Mittelstreckenläuferin, die sich auf den 800-Meter-Lauf spezialisiert hat.

## Sportliche Laufbahn
Erste internationale Erfahrungen sammelte Eleonora Vandi im Jahr 2013, als sie bei den Jugendweltmeisterschaften in Donezk mit 2:15,11 min in der ersten Runde ausschied. 2015 schied sie bei den Junioreneuropameisterschaften in Eskilstuna mit 2:08,25 min im Vorlauf aus und im Jahr darauf siegte sie bei den U23-Mittelmeermeisterschaften in Tunis in 2:07,51 min. 2017 kam sie bei den U23-Europameisterschaften in Bydgoszcz mit 2:07,69 min nicht über die erste Runde hinaus und 2019 erreichte sie bei der Sommer-Universiade in Neapel das Halbfinale, in dem sie mit 2:05,09 min ausschied. Anschließend startete sie bei den Weltmeisterschaften in Doha und scheiterte dort mit 2:04,98 min in der Vorrunde. 2021 gelangte sie dann bei den Halleneuropameisterschaften in Toruń bis in das Halbfinale und schied dort mit 2:04,97 min aus.
2020 wurde Vandi italienische Meisterin im 1500-Meter-Lauf.

## Persönliche Bestzeiten
- 800 Meter: 2:00,88 min, 9. Juni 2019 in Rehlingen
  - 800 Meter (Halle): 2:04,04 min, 21. Februar 2021 in Ancona
- 1500 Meter: 4:18,07 min, 9. September 2018 in Pescara
  - 1500 Meter (Halle): 4:21,74 min, 27. Januar 2019 in Padua